# تيلو زاراتسين
تيلو زاراتسين (بالألمانية: Thilo Sarrazin )‏ (و. 1945  م) هو اقتصادي، وسياسي، ومصرفي، وكاتب مقالات، وكاتب غير روائي، وeconomist ‏، من ألمانيا، ولد في غيرا، هو عضوٌ في الحزب الديمقراطي الاجتماعي الألماني.

## مناصب
تولى منصب Senator of Finance of Berlin ‏ (17 يناير 2002–2009).

## التعليم
تعلم في جامعة بون، في تخصص الاقتصاد ‏ (1967–1973).

## أعمال بارزة
من أهم أعماله:
- ألمانيا تلغي نفسها.

## روابط خارجية
- تيلو زاراتسين على موقع IMDb (الإنجليزية)
- تيلو زاراتسين على موقع مونزينجر (الألمانية)
- تيلو زاراتسين على موقع ميوزك برينز (الإنجليزية)